# گنگا در کشور شما
گنگا در کشور شما (به هندی: Ganga Tere Desh Mein) فیلمی محصول سال ۱۹۸۸ و به کارگردانی ویجی ردی است. در این فیلم بازیگرانی همچون درمندرا، جایا پرادا، دیمپل کاپادیا، قادرخان، آسرانی، راج بابار، شاتورگان سینها، کیران کومار، نیروپا روی ایفای نقش کرده‌اند.